# Condado de Roger Mills
El condado de Roger Mills (en inglés: Roger Mills County), fundado en 1895 y con nombre en honor al político Roger Q. Mills, es un condado del estado estadounidense de Oklahoma. En el año 2000 tenía una población de 3.436 habitantes con una densidad de población de una persona por km². La sede del condado es Cheyenne.

## Geografía
Según la oficina del censo el condado tiene una superficie total de 2969 km² (1146,3 mi²), de los que 2957 km² (1141,7 mi²) son tierra y 12 km² (4,6 mi²) (0,40%) son agua.

### Condados adyacentes
- Condado de Ellis - norte
- Condado de Dewey - noreste
- Condado de Custer - este
- Condado de Beckham - sur
- Condado de Wheeler - suroeste
- Condado de Hemphill - noroeste

### Espacios protegidos
En este condado se encuentra parte del Black Kettle National Grassland que forma parte del “bosque nacional de Cibola”. Así como el espacio histórico nacional del Campo de batalla de Washita.

## Demografía
Según el censo del 2000 la renta per cápita media de los habitantes del condado era de 30.078 dólares y el ingreso medio de una familia era de 35.921 dólares. En el año 2000 los hombres tenían unos ingresos anuales 22.224 dólares frente a los 19.821 dólares que percibían las mujeres. El ingreso por habitante era de 16.821 dólares y alrededor de un 16,30% de la población estaba bajo el umbral de pobreza nacional.

## Ciudades y pueblos
- Cheyenne
- Crawford
- Durham
- Hammon
- Reydon
- Strong City
- Sweetwater